# Katjuša (pesem)
Katjuša (rusko Катю́ша) je ruska vojna pesem o dekletu, hrepenečem po svojem ljubem, ki je v vojski. Katjuša je okrajšanka od imena Katarina (Екатерина).
Zložil jo je Matvej Blantner leta 1938, besedilo je napisal Mihail Izakovski. Prva jo je izvedla Lidija Ruslanova. Zmotno je mnenje, da je melodija Katjuše izvirno Blantnerjevo delo. Prvi jo je uporabil že Stravinski v operi Mavra (1922) in so jo kasneje priredili za Chanson Russe (1937).
Po pesmi Katjuša so nadeli vzdevek sovjetskemu večcevnemu raketnemu orožju BM-8, BM-13 in BM-31 Katjuša.

## Besedilo
| slovensko Zacvetele jablane in hruške, vstale so meglice iznad rek, prišla je na strmi breg Katjuša, prišla na visoki strmi breg. In zapela pesem čez poljane o sokolu širnih je daljav in o njem, ki ljubi ga vdano, ki ji pismo drobno je poslal. Ti letiš od drugih ptic hitreje, mojo pesem nesi v daljni kraj partizanu, ki nam brani meje, lep pozdrav Katjušin mu predaj. Misli naj na ljubico edino, ki mu poje pesem čez gore, naj obrani našo domovino, jaz ohranim svoje mu srce. Zacvetele jablane in hruške, vstale so meglice iznad rek, prišla je na strmi breg Katjuša, prišla na visoki strmi breg. | rusko (latinica) Rascvetali jabloni i gruši, Popljli tumanj nad rekoj; Vjhodila na bereg Katjuša, Na vjsokij bereg, na krutoj. Vjhodila, pesnju zavodila Pro stepnogo, sizogo orla, Pro togo, kotorogo ljubila, Pro togo, č'i pis'ma beregla. Oj, tj pesnja, pesenka devič'ja, Tj leti za jasnjm solncem vsled, I bojcu na dal'nem pogranič'e Ot Katjuši peredaj privet. Pust' on vspomnit devušku prostuju, Pust' usljšit, kak ona poёt, Pust' on zemlju berežёt rodnuju, A ljubov' Katjuša sberežёt. Rascvetali jabloni i gruši, Popljli tumanj nad rekoj; Vjhodila na bereg Katjuša, Na vjsokij bereg, na krutoj. | rusko (cirilica) Расцветали яблони и груши, Поплыли туманы над рекой; Выходила на берег Катюша, На высокий берег, на крутой. Выходила, песню заводила Про степного, сизого орла, Про того, которого любила, Про того, чьи письма берегла. Ой, ты песня, песенка девичья, Ты лети за ясным солнцем вслед, И бойцу на дальнем пограничье От Катюши передай привет. Пусть он вспомнит девушку простую, Пусть услышит, как она поёт, Пусть он землю бережёт родную, А любовь Катюша сбережёт. Расцветали яблони и груши, Поплыли туманы над рекой; Выходила на берег Катюша, На высокий берег, на крутой. |